# Henri Disy
Henri Disy (6 settembre 1913 – Overijse, 1º settembre 1989) è stato un pallanuotista belga, vincitore di una medaglia di bronzo all'olimpiade di Berlino 1936.